# Bergiafonden
 Der er for få eller ingen kildehenvisninger i denne artikel, hvilket er et problem. Du kan hjælpe ved at angive troværdige kilder til de påstande, som fremføres i artiklen.

Bergiafonden er en dansk fond, der er grundlagt i 1990 på resterne af Danske Grundejeres Brandforsikring G/S som økonomisk støtte til Nivaagaards Malerisamling i Nordsjælland som et af fondens hovedformål. Derudover støttes bogudgivelser inden for bygningskunst, design og kunsthåndværk, mindre restaureringsprojekter samt forsikringsvidenskabelige formål. Fonden blev grundlagt af Henrik Berggreen (1928-2012) tidligere administrerende direktør i Danske Grundejeres Brandforsikring G/S fra 1979 til 1990. Bergia er det latinske navn for Berggreen.
Bestyrelsen består af fem medlemmer, der udpeges af Forening for Boghaandværk, Danmarks Kunstbibliotek, Selskabet til Udgivelse af danske Mindesmærker og Nivaagaards Malerisamling; et bestyrelsesmedlem udpeges af bestyrelsen.
Siden 1. december 2019 har restaureringsarkitekt og kunsthistoriker Dorthe Bendtsen været fondsrådgiver. Tidligere fondsrådgivere har været Badeloch Vera Noldus og Ida Haugsted.

## Projekter
I 1992 finansierede Bergiafonden udvidelse af Nivaagaards Malerisamling med udstillingssale, magasin, kontorfløj med bestyrelseslokale, hvor fonden havde administrationen indtil 1996.
I 1997 finansierede Bergiafonden bl.a. bogen om Stephen Hansens Palæ i Helsingør, skrevet af kunsthistorikeren Rikke Tønnes. Bergiafonden havde købt palæet i 1992 og restaureret det året efter. Det blev afhændet i 1998.

## Retssag
Den stiftende bestyrelse i Bergiafonden havde mange arbejdsmæssige opgaver samt udfordringer i samarbejdet med Nivaagaards Malerisamling i 1990. Seniorforsker, mag. art. i kunsthistorie Claus Morten Smidt var direktør for Bergiafonden 1990-96 og leder af Nivaagaards Malerisamling 1981-95. I december 1998 sluttede med Østre Landsrets dom en langvarig retssag, som fonden ved advokat Henrik Holm-Nielsen havde anlagt mod tre tidligere bestyrelsesmedlemmer på grund af misbrug af fondens midler. Fonden havde krævet 40 mio. kr. i erstatning af forsikringsdirektør & grundlægger af fonden Henrik Berggreen, advokat Flemming Heegaard og advokat Anders Koch, men fik kun tildelt 7 mio. kr. Alle tre blev frifundet i hovedforholdet. Den daværende bestyrelse havde brugt 24 mio. kr. på en tilbygning til Nivaagaards Malerisamling, men denne udgift blev ikke fundet i strid med fondens vedtægter.